# Simon Quarterman
Simon Quarterman (ur. 14 listopada 1977 w Norwich) – brytyjski aktor filmowy i telewizyjny.

## Życiorys
Do 1999 kształcił się w zakresie aktorstwa w Central School of Speech and Drama w Londynie. Początkowo grywał pojedyncze odcinki w brytyjskich serialach telewizyjnych, m.in. Szpital Holby City, Down to Earth czy Morderstwa w Midsomer. W 2008 wystąpił w jednej z głównych ról produkcji Król Skorpion 2: Narodziny wojownika, którą wyreżyserował Russell Mulcahy. Rozpoznawalność przyniosła mu rola egzorcysty Bena Rawlingsa w Demonach z 2012. Film ten pomimo bardzo negatywnych recenzji okazał się komercyjnym sukcesem – zarobił ponad 100 milionów dolarów (przy budżecie 1 miliona dolarów). Rok później Simon Quarterman zagrał w slasherze Zwierz u boku A.J. Cook i Vika Sahaya. W 2016 został obsadzony w roli Lee Sizemore’a w produkcji HBO Westworld.

## Wybrana filmografia
- 1999: Szpital Holby City (serial TV)
- 2000: Down to Earth (serial TV)
- 2001: Morderstwa w Midsomer (serial TV)
- 2007: EastEnders (serial TV)
- 2008: Król Skorpion 2: Narodziny wojownika
- 2012: Demony
- 2013: Zwierz
- 2016: Westworld (serial TV)[2]